# Famille de Vaudétar

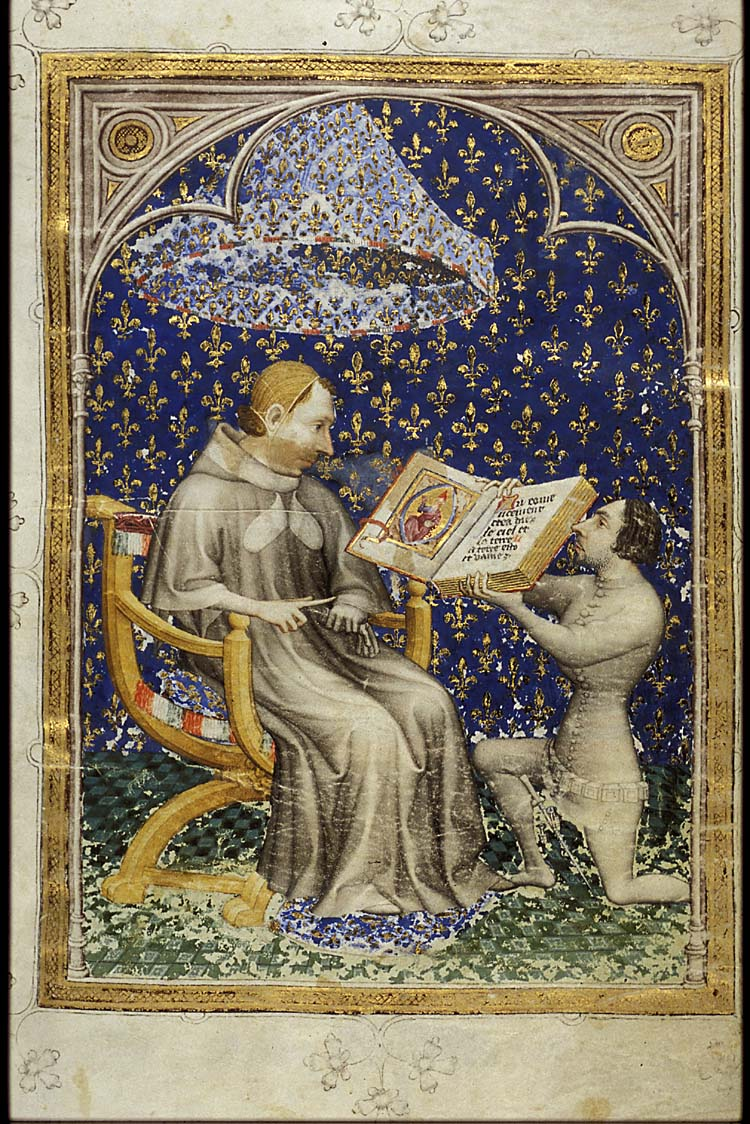
Jean de Vaudétar offre un livre à Charles V de France, illustration de la Bible historiale de Jean de Vaudetar.

La famille de Vaudetar ou Vaudétar, ou encore Vaudétard, Vaudetare est une famille anoblie possédant notamment le Vidamé de Meaux et la seigneurie de Pouilly-le-Fort.

## Histoire

Armes

La famille de Vaudétar est une famille anoblie en 1373, ses membres ont été conseillers de Paris aux XVe et XVIe siècles et Vidames de Meaux. Ils sont Seigneurs de Pouilly et Marquis de Persan.

Les armoiries de la famille se blasonnent ainsi : Fascé d'argent et d'azur.

## Membres

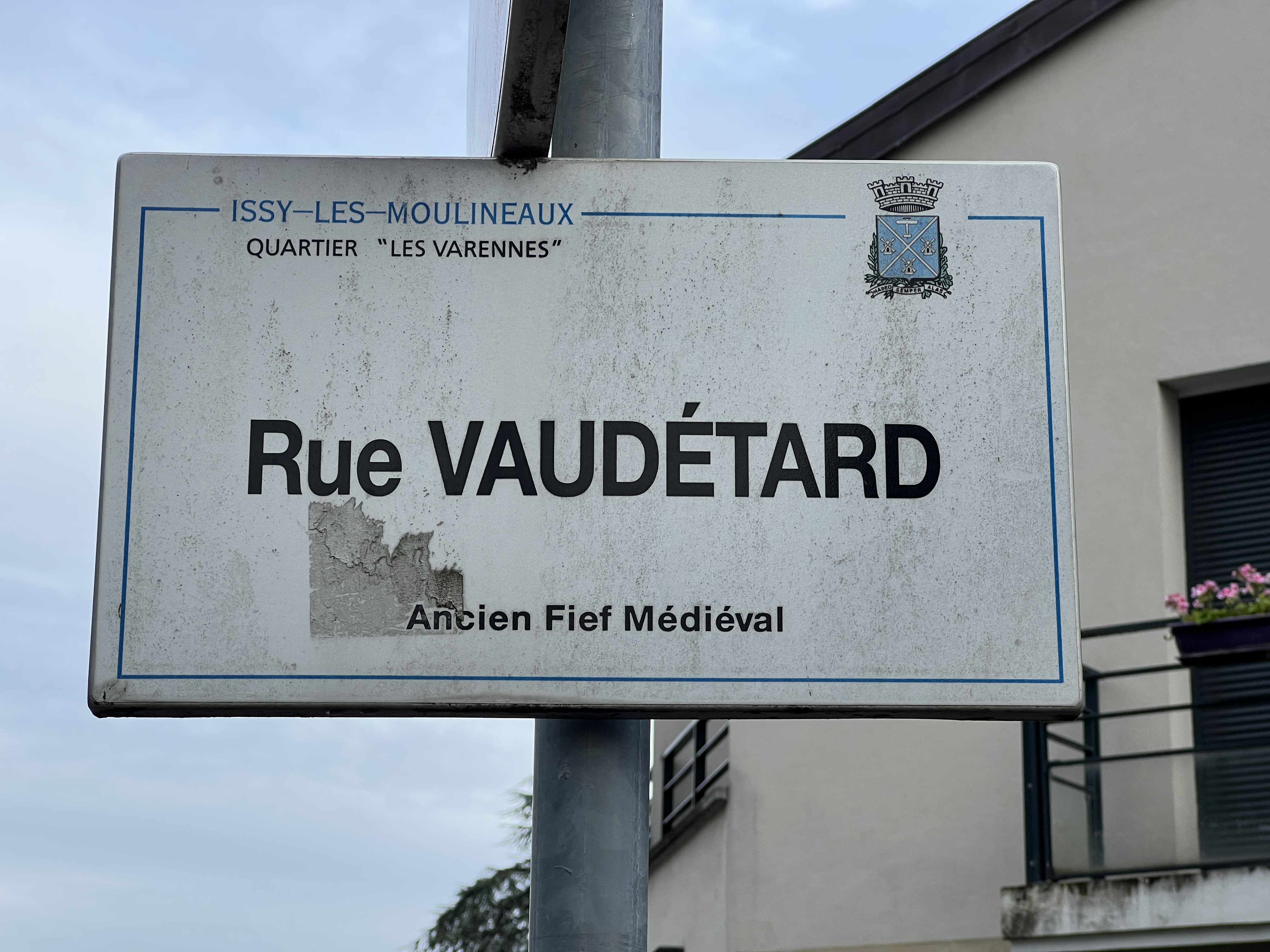
Plaque rue Vaudétard à Issy-les-Moulineaux.

- Guillaume de Vaudétar :  Valet de chambre du roi Philippe VI. Il épousa Yolande de Melun, fille de Charles de Melun, seigneur d'Issy et petite fille d'Adam IV de Melun. Seigneur de Pouilly, il y fonda une chapelle dans le lieu appelé les Marais[3].
- Jean I de Vaudétar : valet de chambre de Charles V et de Charles VI.